# Andrew Seliskar
Andrew Seliskar (Charlotte, 26 settembre 1996) è un ex nuotatore statunitense.

## Palmarès
- Mondiali

Gwangju 2019: bronzo nella 4x200m sl.
- Campionati panpacifici

Tokyo 2018: oro nella 4x200m sl e argento nei 200m sl.
- Mondiali giovanili

Dubai 2013: oro nei 200m farfalla e bronzo nella 4×200m sl.

## International Swimming League
| Stagione 2019 | Stagione 2020 |
| ------------- | ------------- |
| LA Current    | LA Current    |